# Dyschirus analis
Dyschirus analis är en skalbaggsart som beskrevs av Leconte 1849. Dyschirus analis ingår i släktet Dyschirus och familjen jordlöpare. Inga underarter finns listade i Catalogue of Life.